# Elecciones presidenciales de Turquía de 2014
Las elecciones presidenciales de Turquía de 2014 se llevaron a cabo el 10 de agosto de 2014, siendo por primera vez el presidente elegido por sufragio universal. El primer ministro, Recep Tayyip Erdoğan, fue elegido por mayoría absoluta de los votos en la primera vuelta, por lo que no fue necesaria una segunda vuelta programada para el 24 de agosto. 
Las elecciones se llevaron a cabo en virtud de las reformas resultantes del referéndum constitucional de 2007, que introdujo el voto nacional directo, en lugar de la elección por los miembros del Parlamento. Más de 55 millones de personas estaban habilitadas para votar, tanto en Turquía como en el extranjero. 
De acuerdo con los resultados provisionales publicados, Recep Tayyip Erdoğan fue elegido en la primera vuelta, obteniendo el 51% de los votos. Ekmeleddin İhsanoğlu obtuvo el 38% de los sufragios, y Selahattin Demirtaş el 9%.
Saliendo ganador sin necesidad de segunda vuelta el candidato del Partido de la Justicia y el Desarrollo Erdoğan, es proclamado como tal el 28 de agosto de 2014, sucediendo así a Abdullah Gül, titular desde 2007.

## Contexto

### Resultados de las elecciones precedentes
- Elecciones generales de Turquía de 2011
- Elecciones generales de Turquía de 2015

### Sondeos de opinión
| Fecha               | Realizado por | Erdoğan | İhsanoğlu | Demirtaş | Diferencia entre la 1ª y la 2ª opción |
| ------------------- | ------------- | ------- | --------- | -------- | ------------------------------------- |
| 23 de junio de 2014 | ORC           | 54.0    | 39.4      | 6.6      | 14.6                                  |
| 24 de junio de 2014 | SONAR         | 52.6    | 40.3      | 7.1      | 12.3                                  |
| 26 de junio de 2014 | MAK           | 56.1    | 34.2      | 9.5      | 21.9                                  |
| 30 de junio de 2014 | MetroPOLL     | 42.2    | 32.9      | 6.7      | 9.3                                   |
| 2 de julio de 2014  | Gezici        | 47.2    | 45.5      | 7.3      | 1.7                                   |
| 7 de julio de 2014  | DESAV         | 58.4    | 33.5      | 8.1      | 24.9                                  |
| 7 de julio de 2014  | Pollmark      | 51.0    | 38.0      | 7.0      | 13.0                                  |
| 9 de julio de 2014  | Konsensus     | 58.2    | 30.3      | 11.5     | 27.9                                  |
| 9 de julio de 2014  | GENAR         | 55.2    | 35.8      | 9.0      | 19.4                                  |
| 12 de julio de 2014 | ORC           | 54.6    | 37.0      | 8.4      | 17.6                                  |
| 14 de julio de 2014 | CHP           | 39.8    | 38.1      | N/A      | 1.7                                   |
| 20 de julio de 2014 | Optimar       | 53.8    | 38.4      | 7.8      | 15.4                                  |
| 21 de julio de 2014 | Gezici        | 53.4    | 38.4      | 8.2      | 15.0                                  |
| 27 de julio de 2014 | ORC           | 54.3    | 38.0      | 7.7      | 16.3                                  |
| 27 de julio de 2014 | Ajans Press   | 57.82   | 33.82     | 9.04     | 24.00                                 |
| 29 de julio de 2014 | Konda         | 55.0    | 38.0      | 7.5      | 17.0                                  |
| 30 de julio de 2014 | SONAR         | 53.3    | 38.4      | 8.3      | 14.9                                  |
| 3 de agosto de 2014 | Konda         | 57.0    | 34.0      | 11.6     | 23.0                                  |
| 6 de agosto de 2014 | A&G           | 55.1    | 33.3      | 9.0      | 21.8                                  |

## Candidatos
Los tres candidatos declarados eran:
- Recep Tayyip Erdoğan, Primer ministro de Turquía y presidente del AKP;[21][22][23]
- Ekmeleddin İhsanoğlu, antiguo secretario general de la Organización para la Cooperación Islámica, investido por el CHP y el MHP;[24][25] contaba también con el apoyo del DP, el DSP, el BTP,[26] el LDP[27] y el BBP;[28]
- Selahattin Demirtaş, diputado y líder del HDP.[29]

## Resultados por provincias
Erdoğan tuvo sus mejores resultados en las provincias de Anatolia Central y las provincias costeras del Mar Negro, donde se originó su familia. İhsanoğlu tuvo sus mejores resultados en Tracia (Turquía europea), las provincias costeras del mar Egeo y del Mediterráneo y en la Provincia de Eskişehir. Demirtaş ganó en las provincias mayoritariamente kurdas del sudeste de Anatolia y en la Provincia de Tunceli.

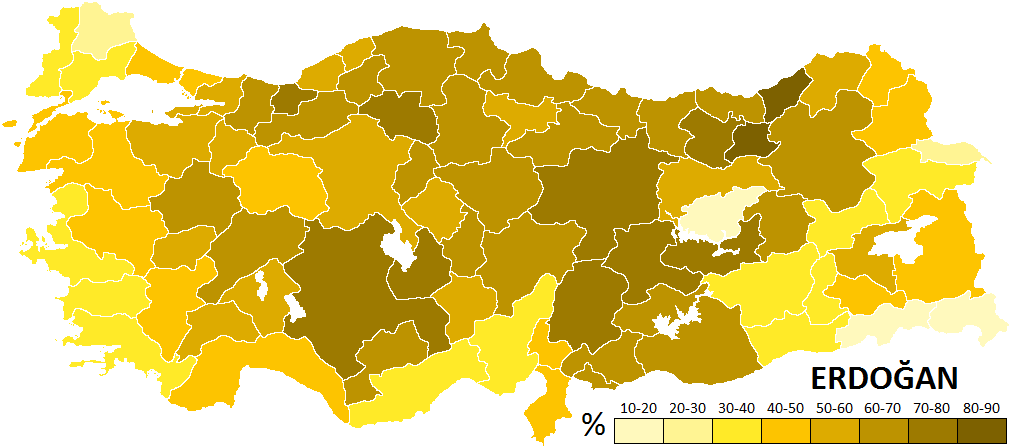
Porcentaje obtenido por Erdoğan, en cada provincia

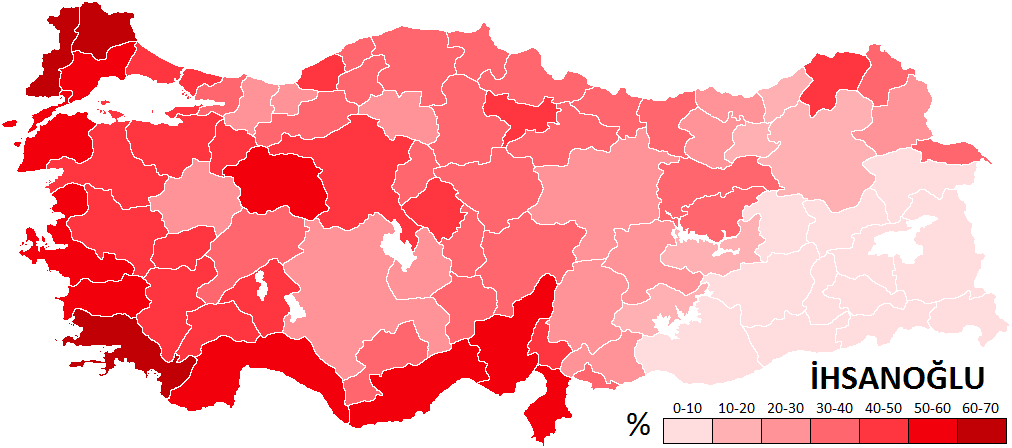
Porcentaje obtenido por İhsanoğlu, en cada provincia

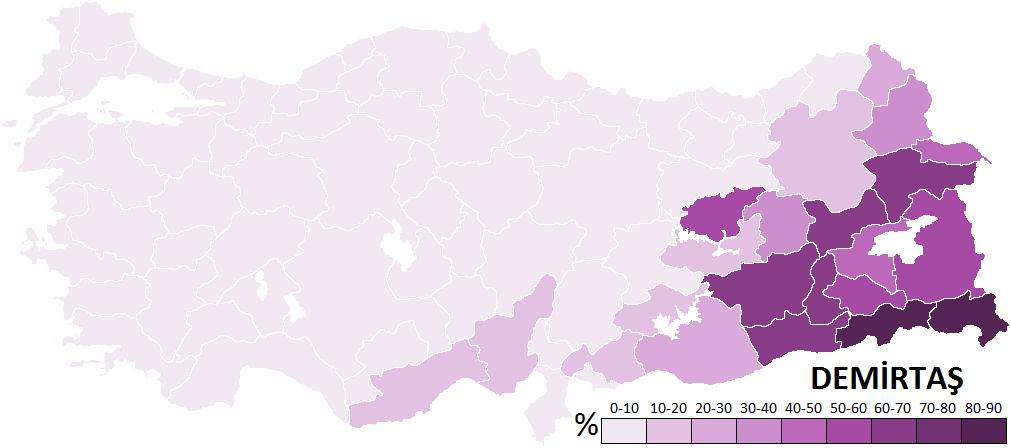
Porcentaje obtenido por Demirtaş, en cada provincia